# 天兵科技
北京天兵科技有限公司（缩写为：天兵科技）是中国民营商业航天公司，主攻液氧煤油火箭发动机及中大型液体运载火箭研制工作、可回收复用技术探索等。该公司是中国首家实现液体运载火箭成功入轨的民营商业航天公司。

## 发展历程
天兵科技成立于2019年4月10日。该公司旗下的天龙二号运载火箭的发动机研制工作由该公司创始人康永来带领团队在河南郑州巩义市发动机试验基地研制并进行了全系统点火试车。2023年4月2日，天龙二号运载火箭自酒泉卫星发射中心成功发射入轨，将“爱太空科学号”遥感卫星精准送入预定轨道，天兵科技由此成为中国首家实现液体运载火箭成功入轨的民营商业航天公司，也是全球首家首枚液体运载火箭首次轨飞行尝试就成功的私营航天公司。
天龙二号首飞成功后，天兵科技转向研发天龙三号运载火箭。天兵科技宣称天龙三号是大型液体运载火箭，其产品性能对标SpaceX的猎鹰9号，天龙三号一子级还具备可重复使用、自主返回的能力。2024年5月，天兵科技研发中心火箭总设计师刘兴隆表示，天龙三号已蓄势待发，计划在2024年首飞，并有消息称计划同年完成天龙三号第二次和第三次发射。但同年6月30日，天兵科技在河南省巩义市综合试验中心进行天龙三号一级九机并联热试车时，因箭体与试验台连接失效，一级火箭脱离发射台升空，此后坠落在试验中心西南山中并解体，未造成人员伤亡，7月2日天兵科技就该事件向公众致歉，各项原定发射计划推迟。
2025年7月，天龙三号一级完成九机联合静力试验，验证针对“6·30”事件的归零措施有效。

## 产品及服务
- “天龙”系列液体运载火箭
- “天火”系列HCP火箭发动机

## 发射记录
| 飞行次序 | 火箭型号     | 火箭序号 | 起飞时间 （UTC+8）        | 发射工位                             | 有效载荷               | 卫星轨道     | 发射结果 | 备注                                       |
| -------- | ------------ | -------- | ------------------------- | ------------------------------------ | ---------------------- | ------------ | -------- | ------------------------------------------ |
| 1        | 天龙二号     | 遥一     | 2023年4月2日 16时48分15秒 | 酒泉卫星发射中心                     | 爱太空科学号（金塔号） | 太阳同步轨道 | 成功     | 中国民营航天企业首次实现液体火箭发射入轨。 |
| –        | 天龙三号一级 | N/A      | 2024年6月30日15时43分     | 河南省巩义市天兵科技火箭发动机试车台 | N/A                    | 静态点火     | 意外升空 | 计划一级火箭静态点火测试，意外升空后坠毁。 |
| 2        | 天龙三号     | 遥一     | 待定                      | 海南商业航天发射场                   |                        | 太阳同步轨道 | 计划     | 天龙三号计划首飞。                         |
| 3        | 天龙三号     | 遥二     | 待定                      | 海南商业航天发射场                   |                        | 近地轨道     | 计划     |                                            |
| 4        | 天龙三号     | 遥三     | 待定                      | 海南商业航天发射场                   |                        | 近地轨道     | 计划     |                                            |